# Лязурова (станция метро)
Лязуро́ва (Lazurowa, с пол. — «Лазурная») — проектируемая станция линии M2 Варшавского метрополитена . 
Будет располагаться в районе Бемово на пересечении улиц Гурчевской и Лазурной, по которой станция и получила своё название. Станцию планируется открыть не раньше 2026 года в составе участка Бемово — Каролин. Станции присвоен рабочий номер C3 и рабочее название Лязурова.
В 2018 году был подписан контракт на строительство станции вместе с последним участком линии М2 Варшавского метрополитена с консорциумом Gülermak и Astaldi.
В 2020 году получен полный пакет инвестиций, ожидаемая дата завершения - 2024 года, однако впоследствии дату открытия перенесли на 2026 год.
У станции планируется построить транспортно-пересадочный узел на трамваи и автобусы.